# The Story of the Ghost
The Story of the Ghost es el noveno álbum de la banda de rock estadounidense Phish. The Story of the Ghost. Fue lanzado por el sello discográfico Elektra Records el 27 de octubre de 1998.
La gran mayoría del álbum está tomado de unas largas sesiones de improvisación. Phish cogió las mejores partes de estas jam sessions y compuso las canciones a su alrededor, añadiendo las letras a las canciones de un libro repleto de letras de Tom Marshall. Muchas canciones del álbum toman un sonido funk - sobre todo la canción que da título al álbum. De estas mismas sesiones de improvisaciones salió también el álbum The Siket Disc.
Desde febrero de 2009, el álbum está disponible para su descarga en formatos FLAC y MP3 en LivePhish.com.

## Lista de canciones
1. "Ghost" (Anastasio, Marshall) - 3:51
2. "Birds of a Feather" (Anastasio, Fishman, Gordon, Marshall, McConnell) - 4:15
3. "Meat" (Anastasio, Fishman, Gordon, Marshall, McConnell) - 2:39
4. "Guyute" (Anastasio, Marshall) - 8:26
5. "Fikus" (Anastasio, Fishman, Gordon, Marshall, McConnell) - 2:20
6. "Shafty" (Anastasio, Fishman, Gordon, Marshall, McConnell) - 2:21
7. "Limb by Limb" (Anastasio, Herman, Marshall) - 3:32
8. "Frankie Says" (Anastasio, Fishman, Gordon, Marshall, McConnell) - 3:06
9. "Brian and Robert" (Anastasio, Marshall) - 3:03
10. "Water in the Sky" (Anastasio, Marshall) - 2:28
11. "Roggae" (Anastasio, Fishman, Gordon, Marshall, McConnell) - 2:59
12. "Wading in the Velvet Sea" (Anastasio, Marshall) - 4:29
13. "The Moma Dance" (Anastasio, Fishman, Gordon, Marshall, McConnell) - 4:28
14. "End of Session" (Anastasio, Fishman, Gordon, Marshall, McConnell) - 1:54

## Personal
Phish
Trey Anastasio - guitarra, voz
Page McConnell - teclados, voz
Mike Gordon - bajo, voz
Jon Fishman - batería, voz